# José Zailorda Lorado
José Zailorda Lorado, también como Joseph de Zaylorda, (Bilbao, 1688 - Bilbao, 1779) fue un arquitecto, compositor y maestro de capilla español.

## Vida
José Zailorda Lorado nació en Bilbao (Vizcaya), en 1688, hijo de Martín de Zaylorda, ensamblador originario de Burguete (Navarra), que se había desplazado a Bilbao en 1684. En 1713 fue ordenado sacerdote. Su padre fallecería un año más tarde, cuando la formación musical y plástica de Zailorda todavía no estaba completada.
En 1717 fue nombrado violón de la capilla musical de Bilbao y sochantre de la iglesia matriz de Santiago. No permanecería mucho tiempo en el cargo, ya que la Machinada de 1718 y las restricciones posteriores llevarían a la supresión del cargo. En 1730 consiguió la suplencia del maestro Martín Balbín en la iglesia de Santiago de Bilbao y poco después pasaría a ocupar el magisterio.
En 1730 viajó a Madrid, donde posiblemente  escuchó a Domingo Scarlatti, que desarrollaba un nuevo estilo que ya anticipaba el clasicismo musial. Zailorda lo extendería entre los teclistas vizcaínos, sobre todo teniendo en cuenta que fue mentor de los orangistas Juan Bautista Inurrieta, Joaquín Oxinaga y Manuel de Gamarra. Ese último consiguió en 1753 un cargo de coadjutor de Zailorda, que , a pesar de su jubilación en 1753, continuaba activo en el cargo junto con Gamarra, aunque este último ejercía la mayoría de las obligaciones. No fue hasta cumplir los 77, cuando Zailorda le vendió el magisterio a su coadjutor.
Zailorda era un hombre ilustrado avant la lettre en la línea de los novatores, poseedor de una impresionante biblioteca científica, esotérica y doctrinal, además de diversos instrumentos musicales, incluyendo un órgano, aunque era especialista en violín. Además poseía las herramientas para varios oficios artísticos y diversas carpetas con diseños.
Fallecería en Bilbao en 1779.

## Obra

### Música
A pesar de su innegable influencia en la vida cultural y musical de Bilbao, no se conservan composiciones suyas.

### Arquitectura

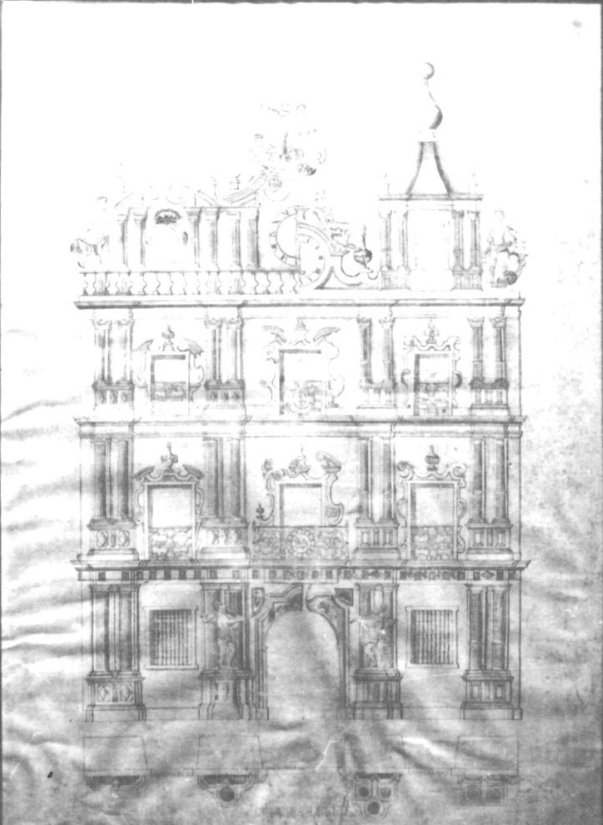
Diseños del frontispicio del ayuntamiento de Pamplona presentados por Zailorda hacia 1755.

A partir de 1740 estuvo muy activo como arquitecto. Ese año dirigió los trabajos de pilotaje de muelles realizado en el Consulado de Bilbao en la desembocadura del Nervión. En 1742 supervisó las obras del fuerte de la Galea (Guecho) que había diseñado Jaime Sycre.
Entre sus obras obras arquitectónicas se cuentan:
- las trazas de la iglesia de Santa María de Munguía (1746)
- la casa consistorial de la Anteiglesia de Deusto (c. 1754)
- la fachada del Ayuntamiento de Pamplona (1755).

Su principal obra arquitectónica fue la fachada Ayuntamiento de Pamplona, que es la única parte que se conserva del edificio original. En 1753 el regidor de Pamplona no estaba contento con los planos del arquitecto Juan Miguel de Goyeneta para el nuevo ayuntamiento e invitó a título personal y extraoficial a Zailorda. Finalmente se le encargó un nuevo proyecto, del que hizo dos propuestas y que sería realizado por Goyeneta entre 1755 y 1758.

[por ser Zailorda] persona de singular habilidad y rara idea para trazar edificios suntuosos, se le dio a
entender por algunos capitulares, que al tiempo eran, se sirviese formar un perfil o diseño de garbo, lucimiento, y esplendor por si gustase la Ciudad valerse de él a su tiempo y que en efecto dispuso y remitió dos de distintos rumbos, y habiéndoles hecho ver a oficiales y sujetos inteligentes, les pareció ser muy apreciables ambos, y de más gala y magnificencia que el que se tenía escriturado con Juan Miguel de Goyeneta maestro arquitecto, y que de ellos el de columnas era el más autorizado.

La fachada superpone las órdenes arquitectónicas de columnas adelantando el academicismo y clasicismo, pero sin dejar la decoración rococó.
También realizó el peritaje de diversas obras religiosas, como el óleo de la Virgen de Begoña (1737), el retablo de San Pedro de Dima (1747) y el sitial de plata de la basílica de Santiago (1750), todo ello en Bilbao. También trazó el retablo de la Virgen del Camino en la iglesia de San Saturnino de Pamplona (1767).

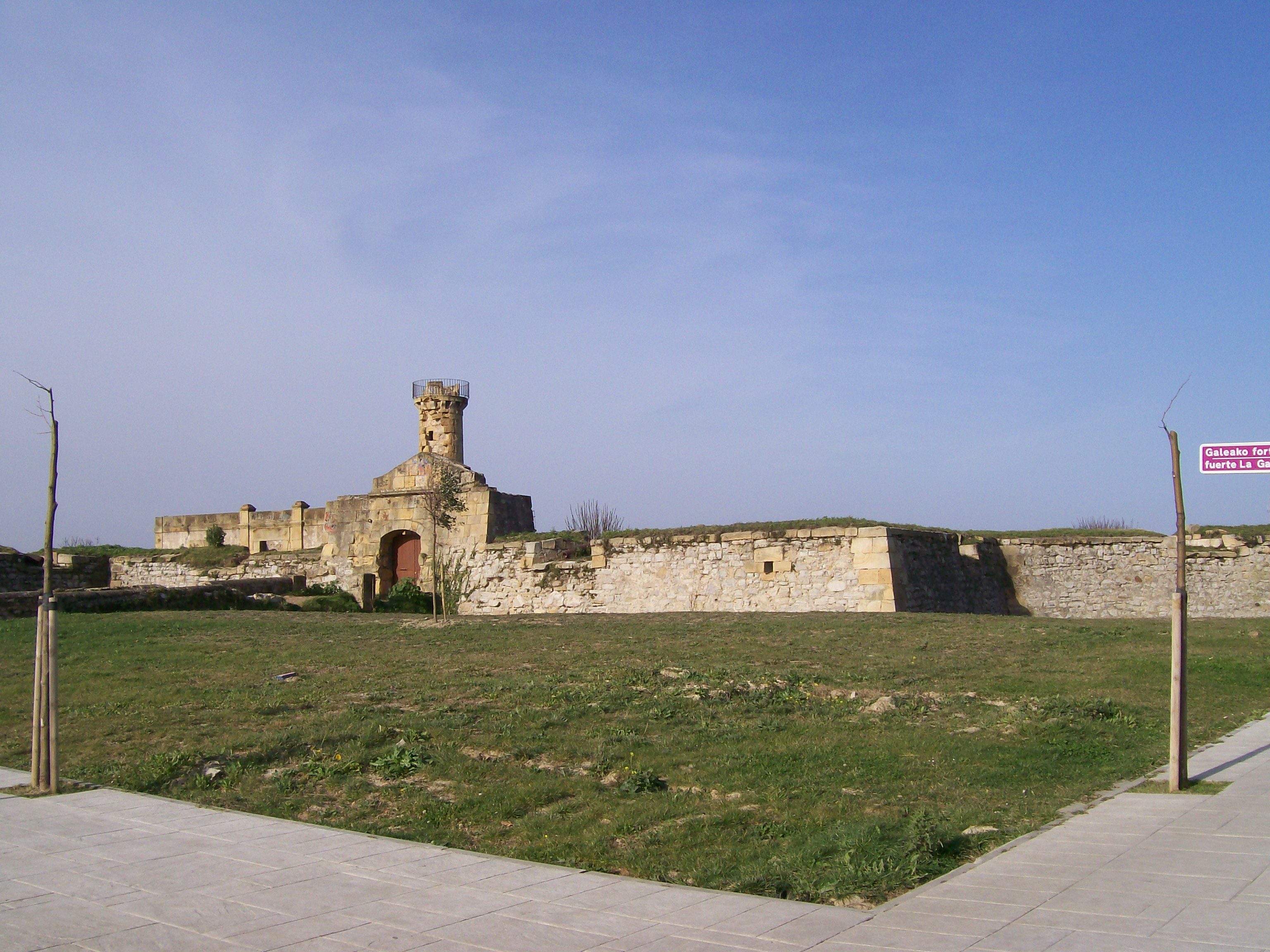
Fuerte de la Galea (1742)
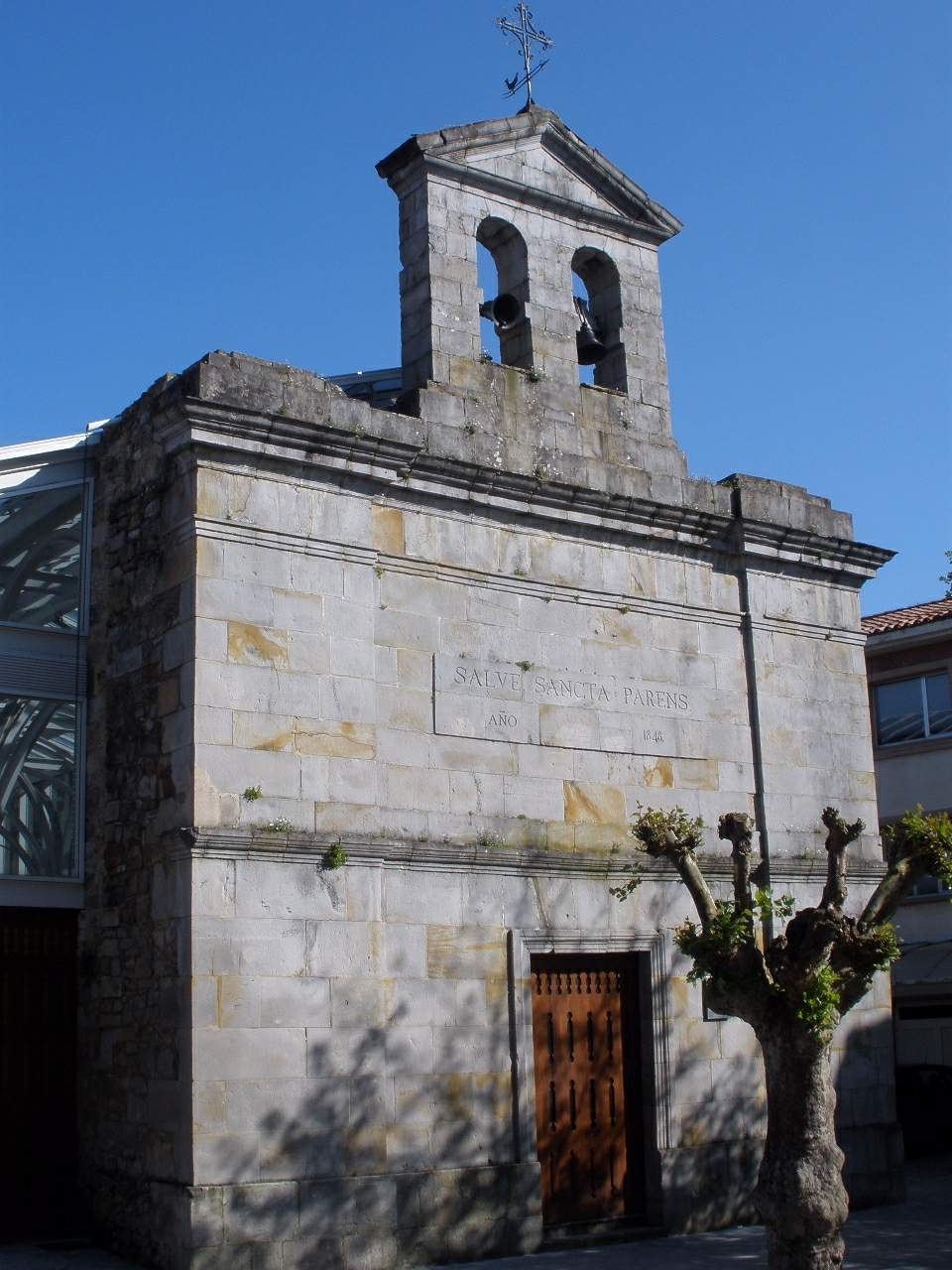
Iglesia de Santa María de Munguía (1746)
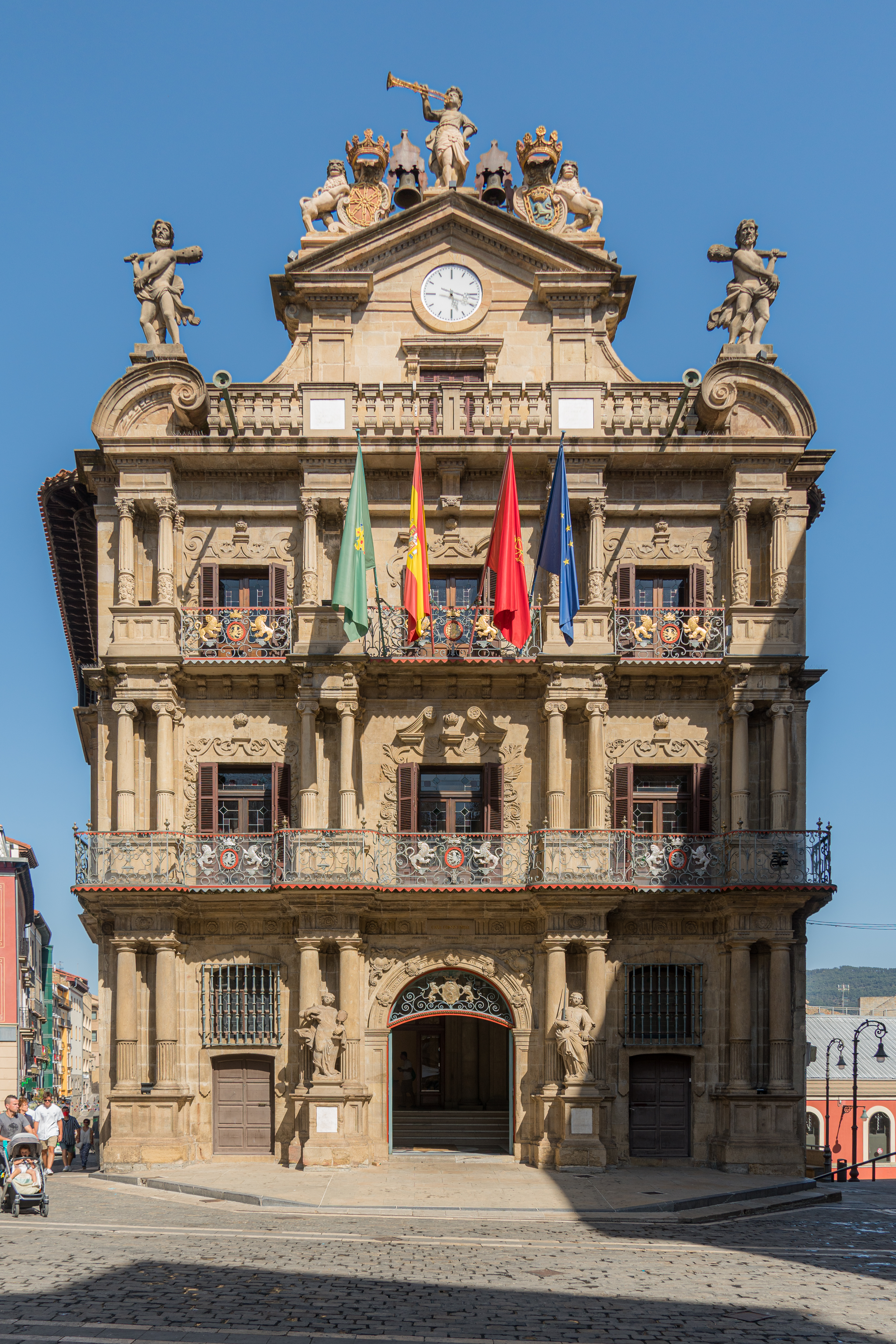
Ayuntamiento de Pamplona (1755)
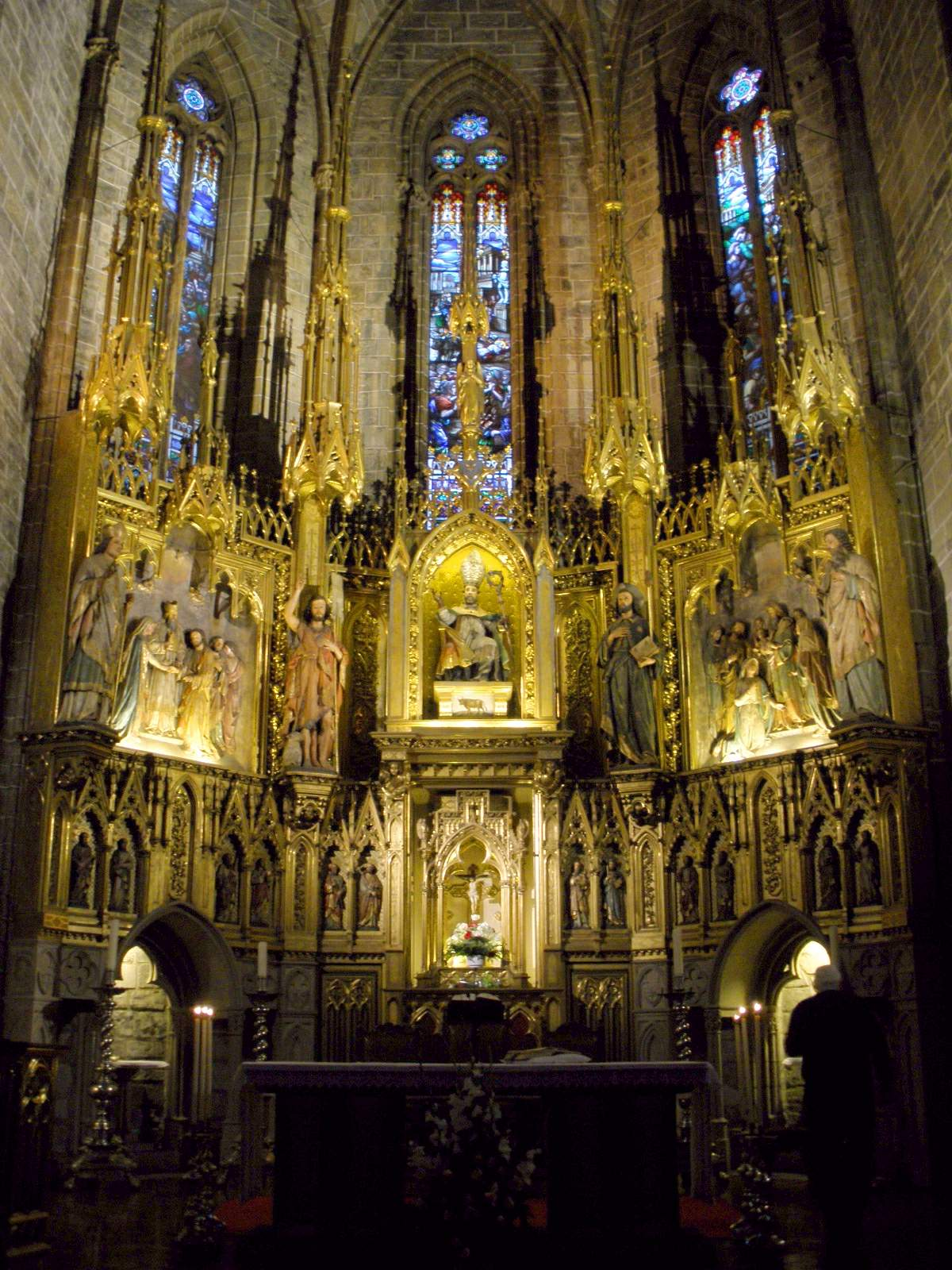
Retablo mayor de la Iglesia de San Saturnino de Pamplona (1767)